# Ghê tởm
Ghê tởm hay kinh tởm là một cảm xúc phản ứng từ chối hoặc kinh sợ đối với một cái gì đó có khả năng lây nhiễm  hay cái gì được coi là gây khó chịu. Trong The Expression of the Emotion in Man and Animals, Charles Darwin đã viết rằng sự ghê tởm là một cảm giác đề cập đến một cái gì đó nổi loạn. Sự ghê tởm được trải nghiệm chủ yếu liên quan đến cảm giác vị giác (được cảm nhận hoặc tưởng tượng), và thứ hai là bất cứ điều gì gây ra cảm giác tương tự bằng khứu giác, xúc giác hoặc thị giác. Về âm nhạc người nhạy cảm thậm chí có thể phẫn nộ bởi những tạp âm của âm thanh không điều hòa. Nghiên cứu liên tục chứng minh mối quan hệ giữa sự ghê tởm và rối loạn lo âu như bệnh đau mắt hột, ám ảnh tiêm chích máu, và chứng sợ hãi liên quan đến chứng sợ ám ảnh liên quan đến sợ hãi (còn gọi là OCD).
Sự ghê tởm là một trong những cảm xúc cơ bản của lý thuyết cảm xúc của Robert Plutchik và đã được Paul Rozin nghiên cứu rộng rãi. Nó tạo ra một biểu cảm khuôn mặt đặc trưng, một trong sáu biểu cảm cảm xúc phổ quát của Paul Ekman. Không giống như những cảm xúc sợ hãi, giận dữ và buồn bã, sự ghê tởm có liên quan đến việc giảm nhịp tim.

## Ý nghĩa tiến hóa
Người ta tin rằng cảm xúc ghê tởm đã phát triển như một phản ứng với các loại thực phẩm gây khó chịu có thể gây hại cho sinh vật. Một ví dụ phổ biến về điều này được tìm thấy ở những người thể hiện phản ứng ghê tởm với sữa bị mốc hoặc thịt bị ô nhiễm. Sự ghê tởm dường như được kích hoạt bởi các đối tượng hoặc những người sở hữu các thuộc tính biểu thị bệnh.
Tự báo cáo và nghiên cứu hành vi cho thấy các thứ gây ra ghê tởm bao gồm:
- các sản phẩm cơ thể (phân, nước tiểu, chất nôn, chất lỏng tình dục, nước bọt và chất nhầy);
- thực phẩm (thực phẩm hỏng, thối);
- động vật (bọ chét, ve, chấy, gián, giun, ruồi, chuột và chuột);
- vệ sinh (bụi bẩn có thể nhìn thấy và các hành vi "không phù hợp" [ví dụ: sử dụng dụng cụ phẫu thuật không được khử trùng]);
- xâm phạm cơ thể (hình ảnh có máu và đâm chém cơ thể);
- cái chết (xác chết và thối rữa hữu cơ);
- dấu hiệu nhiễm trùng có thể nhìn thấy [6]

Các kích thích kinh tởm chính được đề cập ở trên tương tự như nhau theo nghĩa là tất cả chúng đều có khả năng truyền nhiễm, và là những yếu tố gợi ý phổ biến nhất của sự ghê tởm xuyên văn hóa. Bởi vì điều này, sự ghê tởm được cho là đã phát triển như là một thành phần của hệ thống miễn dịch hành vi, trong đó cơ thể cố gắng tránh các mầm bệnh mang mầm bệnh để chống lại chúng sau khi chúng xâm nhập vào cơ thể. Hệ thống miễn dịch hành vi này đã được tìm thấy để tạo ra sự khái quát sâu rộng bởi vì "việc nhận thức một người bệnh khỏe mạnh sẽ tốn kém hơn là nhận thức một người khỏe mạnh là bệnh hoạn". Các nhà nghiên cứu đã phát hiện ra rằng sự nhạy cảm với sự ghê tởm có liên quan tiêu cực đến sự gây hấn bởi vì cảm giác ghê tởm thường mang đến một nhu cầu rút lui    trong khi sự gây hấn dẫn đến nhu cầu tiếp cận. Điều này có thể được giải thích dưới dạng từng loại kinh tởm. Đối với những người đặc biệt nhạy cảm với sự ghê tởm về đạo đức, họ sẽ muốn bớt hung hăng hơn vì họ muốn tránh làm tổn thương người khác. Những người đặc biệt nhạy cảm với sự ghê tởm mầm bệnh có thể được thúc đẩy bởi mong muốn tránh khả năng vết thương hở trên nạn nhân của sự xâm lược; tuy nhiên, đối với những người nhạy cảm với sự ghê tởm tình dục, một số đối tượng tình dục phải có mặt để họ đặc biệt tránh sự gây hấn.  Dựa trên những phát hiện này, sự ghê tởm có thể được sử dụng như một công cụ cảm xúc để giảm bớt sự gây hấn ở các cá nhân. Sự ghê tởm có thể tạo ra các phản ứng tự trị cụ thể, chẳng hạn như giảm huyết áp, giảm nhịp tim và giảm độ dẫn điện của da cùng với những thay đổi trong hành vi hô hấp.
Nghiên cứu cũng phát hiện ra rằng những người nhạy cảm hơn với sự ghê tởm có xu hướng thấy nhóm của họ hấp dẫn hơn và có xu hướng có thái độ tiêu cực hơn đối với các nhóm khác. Điều này có thể được giải thích bằng cách giả định rằng mọi người bắt đầu liên kết người ngoài và người nước ngoài với bệnh tật và nguy hiểm đồng thời liên kết sức khỏe, tự do khỏi bệnh tật và an toàn với những người tương tự như họ. 

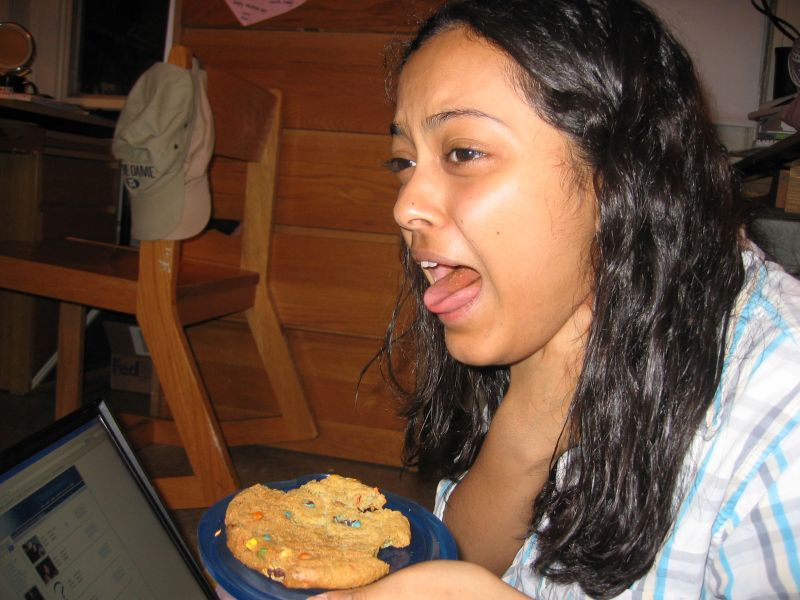
Một người phụ nữ bày tỏ sự ghê tởm.

Nhìn xa hơn về vệ sinh, sự ghê tởm là yếu tố dự báo mạnh mẽ nhất về thái độ tiêu cực đối với những người béo phì. Một phản ứng ghê tởm đối với các cá nhân béo phì cũng được kết nối với quan điểm về các giá trị đạo đức.

### Lĩnh vực của sự ghê tởm
Tybur và cộng sự, phác thảo ba lĩnh vực của sự ghê tởm: sự ghê tởm về mầm bệnh, trong đó "thúc đẩy việc tránh các vi sinh vật truyền nhiễm"; sự ghê tởm về tình dục, "thúc đẩy việc tránh các hành vi và hành vi tình dục [nguy hiểm]"; và sự ghê tởm về đạo đức, thúc đẩy mọi người tránh phá vỡ các chuẩn mực xã hội. Sự ghê tởm có thể có một vai trò quan trọng trong các hình thức đạo đức nhất định.
Sự ghê tởm mầm bệnh phát sinh từ mong muốn sống sót và cuối cùng là nỗi sợ cái chết. Ông so sánh nó với một "hệ thống miễn dịch hành vi", đó là 'tuyến phòng thủ đầu tiên' chống lại các tác nhân nguy hiểm tiềm tàng như xác chết, thức ăn thối rữa và nôn mửa.
Sự ghê tởm tình dục xuất phát từ mong muốn tránh "bạn tình tốn kém về mặt sinh học" và xem xét hậu quả của những lựa chọn sinh sản nhất định. Hai cân nhắc chính là chất lượng nội tại (ví dụ: đối xứng cơ thể, sức hấp dẫn của khuôn mặt, v.v.) và khả năng tương thích di truyền (ví dụ: tránh giao phối cận huyết như cấm kỵ loạn luân).
Sự ghê tởm về mặt đạo đức "liên quan đến các hành vi vi phạm xã hội" và có thể bao gồm các hành vi như nói dối, trộm cắp, giết người và hãm hiếp. Không giống như hai lĩnh vực trên, sự ghê tởm về mặt đạo đức "thúc đẩy việc tránh các mối quan hệ xã hội với các cá nhân đã vi phạm quy tắc" bởi vì các mối quan hệ đó đe dọa sự gắn kết của nhóm xã hội.